# Inger a la platja
Inger a la platja (també Summernacht; noruec: Inger på stranden, Sommernatt) és una pintura realitzada per l'artista noruec Edvard Munch. Va ser creada a l'estiu de 1889, a Åsgårdstrand i representa un retrat de la seva germana menor Inger.

## Descripció
Una dona jove, identificada pel títol com Inger la germana petita de Munch, es troba asseguda en una posi tranquil·la, amb un barret de palla a les seves mans, sobre una gran roca de granit i amb el seu cap de perfil. L'obra presenta uns contrastos de colorit aconseguits amb els blancs brillants del vestit, els verds de la molsa de les pedres i el blau-porpra de l'aigua del mar, la qual cosa ha donat a títols alternatius com el que suggereix Nits d'estiu nòrdic. Únicament unes quantes nanses i una barca de pesca darrere d'ella revelen la vida humana en el mar.
Munch va utilitzar una postura similar per a la seva composició d'interior de l'any 1884 Matí, on va presentar una noia en la vora d'un llit.

## Història
En l'estiu de 1889, Munch va llogar una petita casa en Åsgårdstrand, una ciutat costanera noruega en els fiords d'Oslo, que va servir com a recurs d'estiu per a molts ciutadans i artistes de propers de Kristiana, ara Oslo. Entre ells es trobava Munch i els seus amics Krohg i Frits Thaulow. El lloc va ser adquirint importància en la vida de Munch: aquí no solament va passar molts estius sinó que va comprar una casa en 1897 i va ser el lloc per a moltes obres importants de vida. En 1889, el seu primer any en Åsgårdstrand, va pintar Inger a la platja. El model va ser la seva germana menor Inger, qui ja anteriorment havia posat per a ell. La pintura va estar precedida per una sèrie d'esbossos realitzats per Munch entre les 9 i 11 p. m. per estudiar les condicions de la llum de la nit de l'estiu noruec.

## Europeana 280
A l'abril del 2016, la pintura Inger a la platja va ser seleccionada com una de les deu més grans obres artístiques de Noruega pel projecte Europeana.